# 埋石立約
埋石立約（泰雅語:'mbul btunux），是泰雅族等台灣原住民傳統的和解儀式，有兩種用途，一種是用在劃定獵場界線的誓約，一種是用在野外結盟的誓約。

## 概要
大致內容是兩個部族之頭目、壯丁，以及仲裁者相約於指定地點，先掘地埋下一塊石頭，有一方之頭目拿一杯水，上指天，下指水發誓；另一頭目則應答：「是」，爾後用少許水灑在石頭上，剩餘的則由兩頭目合飲。誓約之詞大約是：「你我共同埋下石頭，相和好，雖曾有爭執，不過已將其埋入地下，將來雙方應相和好，在此見日、見水，相互發誓。」儀式後，雙方殺豬辦酒宴。如果雙方日後反目，必將所埋之石挖出。
《臺灣通史》也記載阿里山鄒族有這種儀式。
噶瑪蘭族、撒奇萊雅族在當年加禮宛事件發生地「加禮宛大社紀念碑」前，也曾舉行埋石立約儀式，代表兩族的盟約如磐石堅定。

## 外部連結
- 埋石立柱儀式照片[永久]